# Gomphandra halconensis
Gomphandra halconensis är en järneksväxtart som beskrevs av Schori. Gomphandra halconensis ingår i släktet Gomphandra och familjen Stemonuraceae. Inga underarter finns listade i Catalogue of Life.